# Gouvernement Raab II
 (août 2023).
Si vous disposez d'ouvrages ou d'articles de référence ou si vous connaissez des sites web de qualité traitant du thème abordé ici, merci de compléter l'article en donnant les références utiles à sa vérifiabilité et en les liant à la section « Notes et références ».
IIe République d'Autriche
Raab I Raab III
Le gouvernement Raab II (en allemand : Bundesregierung Raab II) est le gouvernement fédéral de la République d'Autriche entre le 29 juin 1956 et le 16 juillet 1959, durant la quatrième législature du Conseil national.

## Historique du mandat
Dirigé par le chancelier fédéral conservateur sortant Julius Raab, ce gouvernement est constitué et soutenu par une « grande coalition » entre le Parti populaire autrichien (ÖVP) et le Parti socialiste d'Autriche (SPÖ). Ensemble, ils disposent de 156 députés sur 165, soit 94,5 % des sièges du Conseil national.
Il est formé à la suite des élections législatives anticipées du 13 mai 1956.
Il succède donc au gouvernement Raab I, constitué et soutenu par une coalition identique.

### Formation
Au cours du scrutin parlementaire, l'ÖVP parvient à reprendre l'ascendant sur le SPÖ. Alors que les deux forces étaient à égalité sous la précédente législature, les socialistes sont nettement distancés par les conservateurs qui échouent à seulement un siège de la majorité absolue. Ne pouvant s'associer avec les anciens nazis du FPÖ, le Parti populaire maintient son alliance avec le Parti socialiste, au pouvoir depuis 1947.
Le 29 juin, le président fédéral Theodor Körner nomme Julius Raab chancelier fédéral et ce dernier forme aussitôt son gouvernement, qui compte 11 ministres fédéraux, un de plus que le précédent. Le ministère fédéral de la Défense, qui n'était plus pourvu depuis le 13 mars 1938, est en effet recréé en conséquence du traité d'État.
Comme son prédécesseur Karl Renner, le président Körner meurt en fonction, le 4 janvier 1957. En application de la Constitution fédérale de 1920, le chancelier Raab assume l'intérim de la présidence de la République. Lors de l'élection présidentielle anticipée du 5 mai suivant, le vice-chancelier socialiste Adolf Schärf est élu avec 51 % des voix face au conservateur Wolfgang Denk, soutenu par les nationalistes.

### Succession
Au cours des élections législatives anticipées du 10 mai 1959, l'ÖVP remporte la majorité relative des sièges et le SPÖ la majorité relative des voix. Maintenant leur alliance, ils forment ensemble le gouvernement Raab III.

## Composition
- Par rapport au gouvernement Raab I, les nouveaux ministres sont indiqués en gras, ceux ayant changé d'attributions en italique.

| Fonction                                                         | Titulaire | Titulaire                                           | Parti |
| ---------------------------------------------------------------- | --------- | --------------------------------------------------- | ----- |
| Chancelier fédéral                                               |           | Julius Raab                                         | ÖVP   |
| Vice-chancelier                                                  |           | Adolf Schärf (jusqu'au 22/05/1957) Bruno Pittermann | SPÖ   |
| Ministre fédéral des Affaires étrangères                         |           | Leopold Figl                                        | ÖVP   |
| Ministre fédéral de l'Intérieur                                  |           | Oskar Helmer                                        | SPÖ   |
| Ministre fédéral de la Justice                                   |           | Otto Tschadek                                       | SPÖ   |
| Ministre fédéral de l'Enseignement                               |           | Heinrich Drimmel                                    | ÖVP   |
| Ministre fédéral de la Sécurité sociale                          |           | Anton Proksch                                       | SPÖ   |
| Ministre fédéral des Finances                                    |           | Reinhard Kamitz                                     | ÖVP   |
| Ministre fédéral de l'Agriculture et des Forêts                  |           | Franz Thoma                                         | ÖVP   |
| Ministre fédéral du Commerce et de la Reconstruction             |           | Udo Illig (jusqu'au 19/09/1956) Fritz Bock          | ÖVP   |
| Ministre fédéral des Transports et des Entreprises nationalisées |           | Karl Waldbrunner                                    | SPÖ   |
| Ministre fédéral de la Défense nationale                         |           | Ferdinand Graf                                      | ÖVP   |